# Корк (графство)
Корк (ирл. Corcaigh [ˈkoɾkɪɟ], англ. Cork [kɔːrk]) — традиционное графство на юге Ирландии. Входит в состав провинции Манстер на территории Республики Ирландии. Административный центр и крупнейший город — Корк. Население 519 032 человек (2-е место среди графств; данные 2011 г.).

## Физико-географическая характеристика

### Географическое положение
Графство Корк находится на юго-западе Ирландии. Южная часть региона омывается водами Атлантического океана, при этом длина береговой линии составляет 640 км. Отроги невысоких горных хребтов пересекают Корк в параллельном направлении, частично достигая прибрежной территории.
На западе проходит административная граница с графством Керри, на севере с Лимериком, на востоке с Уотерфордом и Южным Типперэри. Общая площадь Корка — 7500 км², это крупнейшее графство в Ирландии.
Основные реки графства — Блэкуотер, Фил, Бандон и Ли.

### Климат
Большое влияние на территорию графства оказывает теплое Северо-атлантическое течение, которое является продолжением Гольфстрима. Мягкий климат благоприятствует некоторым видам средиземноморской растительности (пальма, фуксия и т. д.), которые можно встретить на западе Корка. Зимой погода достаточно влажная, часты штормы и ураганы, однако температура редко опускается ниже 4 °C. В летний период средние значения температуры варьируется в пределах 20 °C.

## История
В Средние века графство Корк было частью королевства Deas Mumhan (в английской транскрипции — Десмонд), которым правила династия Маккарти Мор. После нормандского вторжения под властью Маккарти осталась лишь западная часть Корка, а также территория современного графства Керри; а север и восток заняли представители династии Фицджеральдов. Город Корк, согласно Английской королевской хартии 1318 года, стал столицей Десмонда.
Власть Фицджеральдов была свергнута в ходе восстаний 1569—1573 и 1579—1583 годов. Военные действия оказали разрушительное влияние на города и поселения графства, а также на жизнь местного населения. В результате этого, многие земли Корка были колонизированы английскими переселенцами-плантаторами.
В 1491 году Корк сыграл важную роль в английской войне Алой и Белой роз. На побережье графства высадился претендент на корону Перкин Ворбек и попытался завербовать сторонников в заговоре против Генриха VII. Мэр города Корк и ряд влиятельных граждан присоединились к Ворбеку, однако, когда мятеж провалился, все заговорщики были схвачены и казнены. В связи с этой историей, столица графства получила прозвище «Город повстанцев», которое позднее стало применяться ко всей Ирландии. В 1601 году около Кинсейла произошло сражение между английскими войсками и повстанцами, на помощь которым прибыли испанские войска. Однако, ирландцы потерпели поражение, следствием которого стало окончательное установления власти британского монарха над территорией графства.
В XIX веке Корк стал центром фениев из Ирландского революционного братства. Это были мелкобуржуазные революционеры-республиканцы, которые периодически организовывали восстания и заговоры. Во время ирландской войны за независимость, графство стало одним из очагов партизанской деятельности. Кроме того, Корк собрал три бригады, которые вошли в состав Ирландской республиканской армии. В 1922—1923 годах, когда разразилась гражданская война, большинство населения графства не поддержало англо-ирландский договор. С июля по август 1922 года почти на всей территории Корка существовала республика Мунстер, павшая от войск Ирландского свободного государства. Тем не менее, партизанские действия продолжались до мая 1923 года.

## Экономика

### Промышленность
Большая часть промышленных предприятий сконцентрировано вокруг столицы — города Корк. В графстве базируются: Pfizer, GlaxoSmithKline, Johnson & Johnson, EMC, Apple, Siemens, Marriott, Avery Dennison, Centocor, McAfee, Motorola, VMware, CitCo, Blizzard Entertainment и Amazon. Корк играет важную роль в фармацевтической промышленности, IT и производстве электроники. На острове Видди расположены крупный нефтеперерабатывающий завод и нефтехранилище, а Кинсейл является первой точкой в сети газопроводов Ирландии.

### Финансы
6 марта 2008 года было объявлено о том, что в Корке будет создан, так называемый, Атлантический квартал, который станет конкурентом Международному центру финансовых услуг в Дублине. На реализацию проекта выделен 1 млрд евро. Также, в городе Корк есть несколько бизнес-парков: Kork, Kilbarry, Carrigtwohill и Ringaskiddy.

### Туризм
Туризм, наряду с промышленностью и финансовыми организациями, является одним из важнейших секторов экономики Корка. В регионе достаточно хорошо развита инфраструктура обслуживания активных видов спорта и отдыха (треккинг, парусный спорт, рыбалка, гольф и т. д.). Почти во всех малых городках и посёлках имеются гостиницы, кемпинги и молодёжные общежития; сувенирные лавки с традиционными ирландскими товарами  шерсть ручной работы, изделия с кельтскими узорами и т. д. А наличие природных и культурных рекреационных ресурсов, которые обладают высокой аттрактивностью, делает туризм в графстве весьма популярным.

## Язык
В Корке есть два района, где ирландский язык является основным в повседневной речи местных жителей. Это поселение Маскерри на севере графства и Кабо-Айленд, остров в западной части.

## СМИ
В Корке выходит несколько печатных изданий: The Irish Examine, Evening Echo, Carrigdhoun, Cork Weekly, The Corkman, Mallow Star, Douglas Post и Southern Star.
Среди радиостанций действуют Cork's 96FM, CRY 104.0FM, Red FM и Life FM.

## Достопримечательности
Основные достопримечательности Корка делятся на природные, в основном находящиеся на побережье Атлантического океана и историко-культурные, рассредоточенные по всей территории графства.
Среди архитектурных достопримечательностей можно отметить замки Десмонд, Блэкрок и Бларни.

## Известные земляки
- Тадеус, Генри Джонс (1859—1929) — значительный ирландский живописец-портретист, родившийся и начавший художественное образование в графстве Корк.
- 11 мая 1864 в графстве Корке родилась писательница Этель Лилиан Войнич.